# Karina Tyma
Karina Tyma, née le 5 mai 2000 à Gorzów Wielkopolski, est une joueuse professionnelle de squash représentant la Pologne. Elle atteint en mai 2022 la 61e place mondiale sur le circuit international, son meilleur classement.
Elle est championne d'Europe junior en 2019 et championne de Pologne à huit reprises entre 2017 et 2025.

## Biographie
En juillet 2021, elle dispute le championnat du monde 2020-2021 et s'incline au premier tour face à Joelle King.

## Palmarès

### Titres
- Championnat de Pologne : 8 titres (2017, 2019-2025)
- Championnats d'Europe junior : 2019